# Another Crab’s Treasure
Another Crab’s Treasure ist ein Soulslike-Action-Rollenspiel des Publishers Aggro Crab. Das Spiel wurde am 25. April 2024 für PlayStation 5, Windows, Nintendo Switch und Xbox Series veröffentlicht.

## Handlung und Setting
In Another Crab's Treasure übernimmt der Spieler die Rolle der Einsiedlerkrabbe Kril, die in einer von Plastikabfällen verschmutzten Unterwasserwelt lebt. Kril begibt sich auf die Suche nach seiner verlorenen Schale, die er benötigt, um sich gegen die vielen Gefahren seiner Umgebung zu verteidigen. Das Spiel greift ökologische Themen auf, insbesondere die Auswirkungen der Verschmutzung durch Plastikmüll auf die Meereswelt.

## Gameplay
Das Gameplay von Another Crab's Treasure orientiert sich stark an Soulslike-Titeln und kombiniert Kämpfe mit einer Erkundung der detailreichen Unterwasserwelt. Anstelle von traditionellen Waffen verwendet Kril verschiedene weggeworfene Gegenstände wie Dosen oder Flaschenverschlüsse als improvisierten Schutz. 
Ein Alleinstellungsmerkmal des Spiels ist die humorvolle Präsentation und der kreative Umgang mit seiner Thematik. Trotz des ernsten Hintergrunds – der Verschmutzung der Ozeane – bietet das Spiel eine leichte, zugängliche Atmosphäre. Eine einzigartige Funktion des Spiels ist der sogenannte „Easy Mode“, der für eine zugängliche Alternative bietet, was in Soulslike-Spielen selten der Fall ist.

## Entwicklung und Veröffentlichung
Another Crab's Treasure wird vom Studio Aggro Crab entwickelt, das zuvor durch das Spiel Going Under bekannt wurde.
Das Spiel wurde erstmals im Mai 2022 während einer Nintendo-Direct-Präsentation angekündigt und erschien im Jahr 2024. Es ist für die Plattformen Microsoft Windows, Nintendo Switch und Xbox Series X/S verfügbar.

## Rezeption
Während die Versionen für PC, PlayStation 5 und Xbox Series X im Schnitt positive Wertungen erhielten, kam der Wertungsaggregator Metacritic für die Switch-Fassung nur auf einen gemischten oder durchschnittlichen Score. PC Games kam zu dem Schluss, dass es sich um ein eher einfaches Soulslike mit ein paar technischen Problemen handle. Das Spiel vereine Humor und Optik von Spongebob mit dem Soulslike-Genre. IGN wertete mit 8 von 10 Punkten.

“Another Crab’s Treasure throws out dark themes and gratuitous violence in favor of talking cartoon crabs, and I love it.”

„Another Crab’s Treasure wirft die dunklen Themen und die unnötige Gewalt zu Gunsten sprechender Cartoon-Krabben raus und ich liebe es.“

### Awards
Golden Joystick Award: Best Indie Game – Self Published